# 飛來波女郎
Flappers，中譯飛來波女郎或轻佻女子等，是指1920年代在以先進工業化社會為主之中年輕女性的一種次文化。這種次文化的特徵包括了穿著及膝的裙子（在當時相對主流風格偏短）、短髮、聽爵士樂、故意顯示對保守的主流文化的輕蔑等。他們被認為以突出（且與社會對女性的保守傳統看法不同）的自我表現方式表達自信，如化濃妝、飲酒、在公共場合抽菸、開車（汽車在當時開始變得更容易取得，使得這些女性得以獲得更多行動自由和能力，以及更多的個人隱私）、以相對不在乎的態度看待性行為相關事物、藐視社會規範等。
這種概念和現象起源于第一次世界大战后1920年代之美国社会、政治与文化激烈变动之「咆哮的二十年代」，此时美国爵士乐也開始在欧洲传播。這個現象被視為「咆哮的二十年代」的標誌之一。 
這種流行文化在1929年開始的經濟大蕭條後明顯衰退。 

## 起源背景與推論
第一次世界大戰是可能的主要事件之一；大量年輕男性在戰爭期間死亡，還有許多人在1918年流感大流行期間染病死去，很可能使得人們意識到生命的短暫和隨時終止的可能和迫近感。於是，年輕女性不再只是待在家中等待與男性結婚，而是出外揮霍青春年華和自由。 第一次世界大戰也促使歐美社會不同階層的人更加混合在一起互動和分享他們對於自由的感受。
1920年，美國女性公民終於獲得與男性公民相等的選舉權利（參見美國婦女選舉權）。（美國）許多女性希望與男性在社會上獲得相同待遇，但在以下方面遭遇阻礙：個人自主、完整的政治參與、經濟獨立、與性相關的權利等；他們希望擁有與男性同等的自由，並得以飲酒和抽菸。同時，許多女性的就業機會增加，甚至進入原先只有男性的職業領域，如醫師、律師、工程師和機師等。 資本主義下消費主義的興起，也促使「滿足與自由」成為理想，鼓勵女性自主決定他們的服飾、職業和社交活動等。
歐美社會在第一次世界大戰後急速變化，變化層面涵蓋了社會風俗、技術、生產方式等。 汽車的普及對此文化現象來說十分重要，因為取得汽車使得女性得以更來去自如，尤其是前往娛樂場所，或者在當時的大型車輛中與別人發生親密互動。 經濟大幅成長使得人們有更多時間和金錢從事各種休閒活動，因此帶動了有關該些活動的服裝需求；此文化現象中的穿著方式相對更適合活動（而不是偏靜態的生活方式）。
第一次世界大戰使得各地政府、宗教組織、學校或家庭等社會權威機構，對人們生活的約束能力更加減弱，進而使得人們的態度和道德思想顯著的更加自由而不拘束。舊時沿襲對女性的約束，不再被深信不疑，一些方面的禁忌，如女性應該在陪伴下方能現身於公共場所，或飲酒、抽菸，甚至發生婚前性關係等，失去了約束力。社會對女性壓迫和約束的能力開始降低。

## 服飾
這種文化中的穿著方式很大程度受當時法國流行文化影響，尤其是由可可·香奈兒所開創的風格；美國爵士樂的流行也對穿著和舞蹈造成顯著影響。

## 社交舞形式
查爾斯頓舞、Shimmy搖擺舞、兔子抱（英語：Bunny hug）、黑人扭擺舞（英語：Black Bottom）等在此文化現象中發展並流行於當時社交場合；這些社交舞形式在當時社會被認為非常不符合傳統（性別規範）禮俗和認知。